# Csang Tie-csüan
Csang Tie-csüan (kínaiul: 张铁泉, pinjin: Zhāng Tĭequán; 1978. július 25.) mongol származású kínai MMA-versenyző. Az első kínai versenyző az UFC-ben. Beceneve „A mongol farkas”.

## Élete és pályafutása
Gyerekkora óta küzdősportokkal foglalkozik, általános iskolában kezdte a birkózást, 16 éves volt, amikor felvették Kína egyik legjobb szansou-akadémiájára. Több nemzeti bajnoki címet is szerzett szansouban. 2004-ben kapott lehetőséget az MMA-ben harcolni, 2005-ben volt az első mérkőzése. A szansou és a birkózás mellett brazil dzsúdzsucuban is edz, győzelmeinek nagy részét alávetéssel szerezte.
2011-ig veretlen volt, ebben az évben két mérkőzést veszített el, mindkettőt pontozással.